# Velká synagoga (Katovice)
Velká synagoga v Katovicích (německy Große Synagoge) byla největší a nejvýstavnější synagogou v Katovicích a nacházela se na August-Schneiderstraße. Byla to jedna z dominant města a pýcha katovických Židů.

## Historie

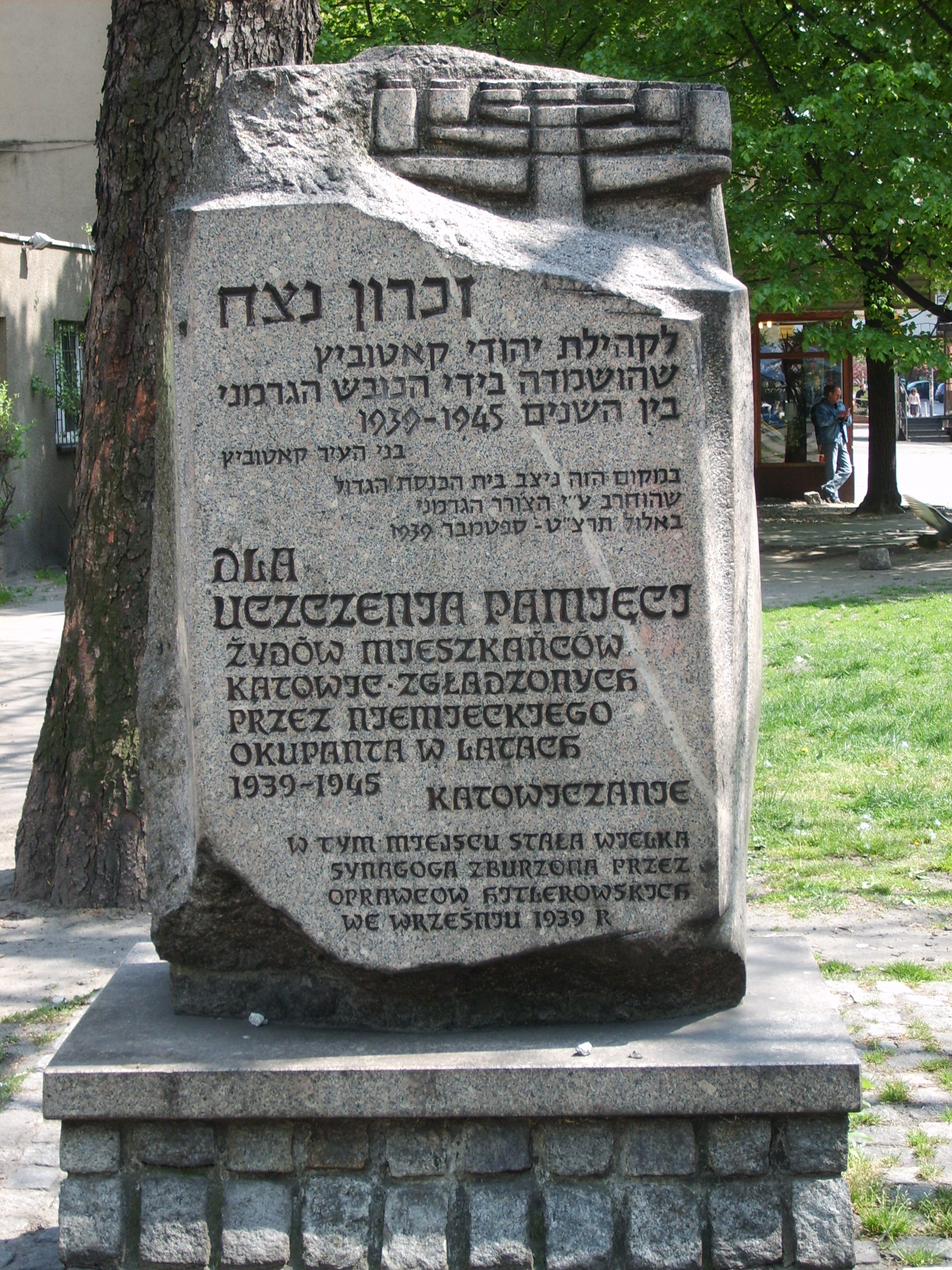
Pomník obětem šoa

O výstavbě nové, větší synagogy se začalo uvažovat v r. 1890; tehdy 175 osob podepsalo petici s prosbou o povolení její výstavby. Hlavním důvodem byla nedostatečná kapacita staré synagogy a také neshody mezi konzervativními Židy sdruženými kolem staré synagogy a reformovanými příznivci kulturní asimilace. O několik měsíců později přišla odpověď, ve které město vyjádřilo se stavbou synagogy souhlas.
Krátce nato iniciátoři stavby zakoupili z vlastních prostředků prázdný pozemek na ulici August-Schneider-Straße (dnes ul. Adama Mickiewicze). Pozemek o výměře 4500 m² byl dostatečně velký, takže bylo rozhodnuto postavit na něm kromě synagogy i mikvi, jatka na rituální porážku drůbeže a macesárnu. Samotnou stavba symbolicky zahájil v r. 1896 tehdejší rabín Salomon Wiener položením základního kamene. Projekt vytvořil německý architekt Max Grünfeld, syn Ignáce Grünfelda, architekta, který vytvořil projekt staré synagogy. Stavba, která stála více než 500.000 marek, byla ukončena r. 1900.
Slavnostní otevření synagogy se konalo na svátek Roš ha-šana r. 1900.[zdroj?] V r. 1901 se v synagoze konal kongres Světové sionistické organizace.
Synagoga fungovala téměř čtyři desetiletí; 4. září 1939 ji spálili němečtí nacisté. Po vychladnutí spáleniště byly překopány a prohledány sklepy v naději na nalezení pokladů; našly se tam ohořelé svitky Tóry. Po válce byl rumiště odklizeno a použitelný materiál byly pravděpodobně odvezen do Varšavy. Navrátivší se Židé chtěli synagogu obnovit, ale město za stávající politické situace stavbu nepovolilo.
V současnosti se na místě bývalé synagogy nachází náměstí Synagogy, na kterém je provozováno tržiště. V červenci 1988 zde byl odhalen pomník s textem v polštině a hebrejštině: „K uctění památky Židů, obyvatel Katovic, vyhlazených německými okupanty v letech 1939–1945.“

## Architektura
Zděná budova synagogy, postavená na půdorysu nepatrně zdeformovaného pravoúhelníku, spojuje styl novogotiky, novorenesance, elektismu a pseudomaurský styl. Autor projektu se při tvorbě návrhu zřejmě inspiroval hlavně německými reformovanými synagogami, mj. Novou synagogou v Berlíně a synagogou v Bochumi.
Nejvýraznějším stavebním prvkem byla velká kupole s žebrovou klenbou, která se nacházela přímo nad hlavní modlitebnou. Na jejím vrcholku byl umístěn lustr. Dalším efektním prvkem byla obrovská novogotická okna ozdobená korunkovými kružbami a štíty ozdobené fiálami.
Interiér synagogy byl řešen tak, že před hlavní modlitebnou se nacházelo pravoúhlé předsálí, v němž byly umístěny rovněž šatny, obřadní síň pro svatby a kancelář. Křídla předsálí byla ozdobena menšími kupolemi. Hlavní modlitebna měla kapacitu kolem 1120 míst, 670 pro muže a 450 pro ženy.